# 迪恩·派瑞薩特
迪恩·派瑞薩特（Dean Parisot，1952年7月6日—）是一名美国剧本作家、电影导演和电影制片人，出生于康涅狄格州威尔顿。

## 事业
1985年他首次导演了一部短片，三年后他导演的短片《丹尼斯詹宁斯的约会》使他1989年赢得了奥斯卡最佳短片奖。1988年他还写了他的第一部剧本《静物》。到1990年代末他主要派电视剧。1998年他拍了第一部电影《爱情向前冲》，一年后又拍了《银河访客》。此后他又回到电视剧的导演上去。2005年他拍摄了第三部电影《我爱上流》。

## 个人生活
迪恩·派瑞薩特与妻子萨利·门克和儿女住在洛杉矶。

## 电影作品
- 《圈套（英语：Framed (1990 film)）》（1990）
- 《愛情向前衝（英语：Home Fries）》（1998）
- 《警網追緝令（英语：A.T.F.）》（1999）
- 《银河追缉令》（1999）
- 《我愛上流》（2005）
- 《超危險特工2：狠戰》（2013）
- 《阿比阿弟尋歌大冒險》（2020）